# Charles Henry Niehaus
Charles Henry Niehaus (Cincinnati, 24 gennaio 1855 – Cliffside Park, 19 giugno 1935) è stato uno scultore statunitense, tra i principali scultori monumentali della sua generazione.

## Biografia

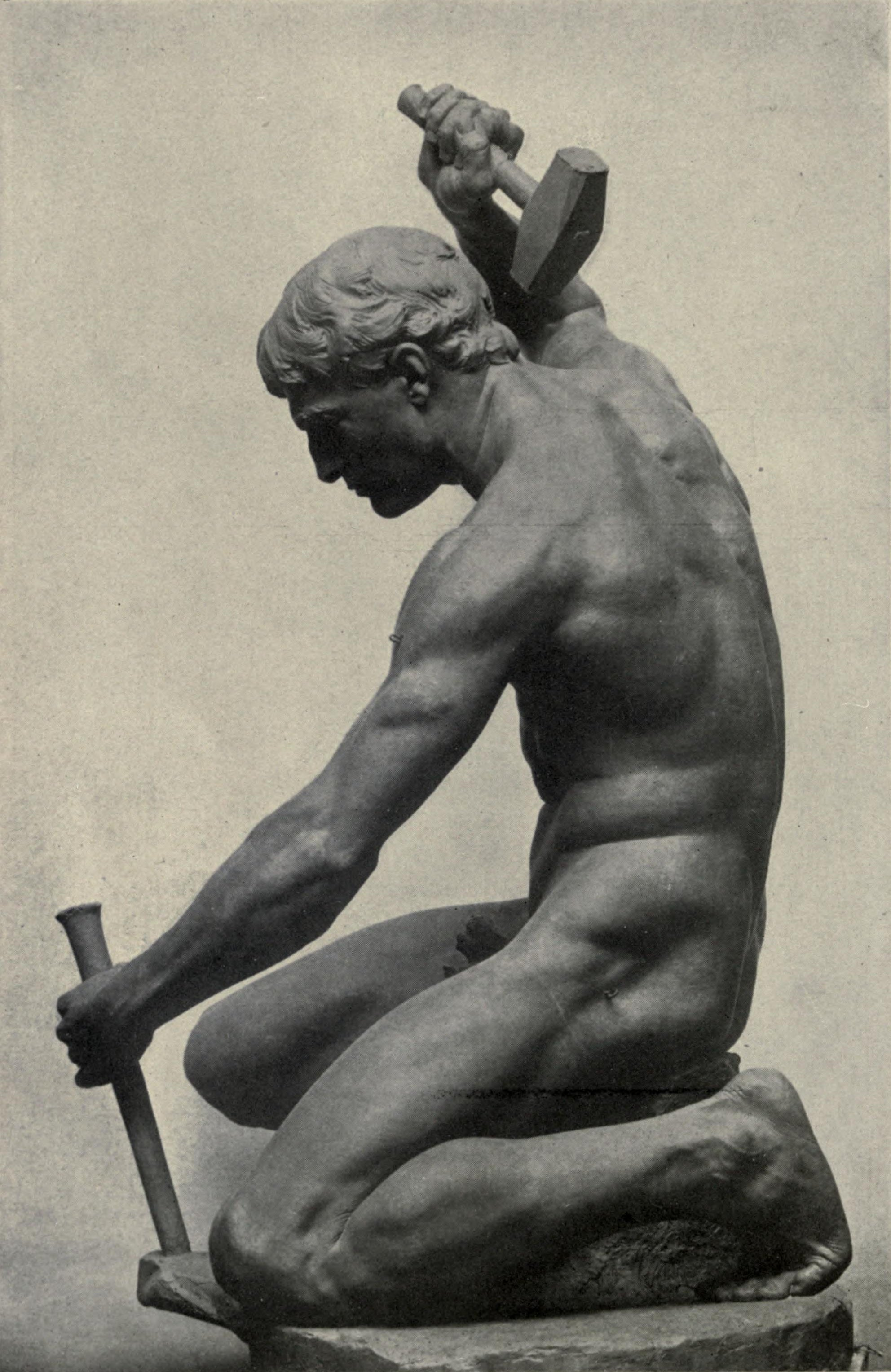
The Driller (1901), Titusville, Pennsylvania

Charles Henry Niehaus nacque a Cincinnati 24 gennaio 1855, in una famiglia di origine tedesca, si avvicinò all'arte già in giovane età, imparando ad incidere il legno e a scolpire le pietre.
La sua carriera di formazione artistica incluse gli studi alla McMicken School of Design di Cincinnati, dove vinse il primo premio per il disegno e la modellazione.
In seguito, nel 1877, Niehaus perfezionò le sue conoscenze artistiche all'Accademia delle belle arti di Monaco di Baviera, vincendo numerosi premi.
Il suo ritorno negli Stati Uniti, nel 1881, coincise con l'assassinio del presidente Garfield, e lo stato dell'Ohio lo incaricò di creare due statue in onore del presidente (James A. Garfield, Cincinnati, 1883), una delle quali si trova nella rotonda del Campidoglio degli Stati Uniti.
Niehaus successivamente effettuò un lungo soggiorno di studi (1883-1885) a Roma, dove realizzò, tra le altre, Caestus (1884), e dello studio dell'arte antica conservò i caratteri di forte plasticità, portati poi ad una grandiosa misura, non privi di retorica.
Rientrato in patria, si trasferì a New York; le sue sculture dedicate al presidente diventarono molto popolari e quindi Niehaus ricevette importanti commissioni, tra cui le porte di bronzo della Trinity Church a New York, un monumento al medico Samuel Hahnemann (Washington, 1900), fondatore della omeopatia, porte bronzee e statue per la Biblioteca del Congresso a Washington, tutte sculture monumentali con influenze dell'arte classica.

## Opere

### Campidoglio (Washington)
- Statua di James A. Garfield, 1886;
- Statua di William Allen, 1887;
- Statua di Oliver P. Morton, 1900;
- Statua di John James Ingalls, 1905;
- Statua di Zachariah Chandler, 1913;
- Statua di George W. Glick, 1914;
- Statua di Henry Clay, 1929;
- Statua di Ephraim McDowell, 1929.

### Campidoglio (Hartford)
- Busto di Joel Barlow, ca. 1885;
- Busto di George Berkeley, ca. 1885;
- Statua di John Davenport, 1889;
- Statua di Thomas Hooker, 1889;
- Busto di Reverend Jonathan Edwards, 1895;
- Busto di John Trumbull, 1895;
- Bassorilievo di Hooker's March, 1895;
- Bassorilievo di Davenport Preaching at New Haven, 1895;
- Porta Astor Memorial, Trinity Church, New York, 1895;
- Due timpani, Thomas Jefferson Building, Biblioteca del Congresso, Washington, ca. 1896;
- Scultura a forma di frontone del The Triumph of Law, Appellate Court House, New York, 1896–1900.

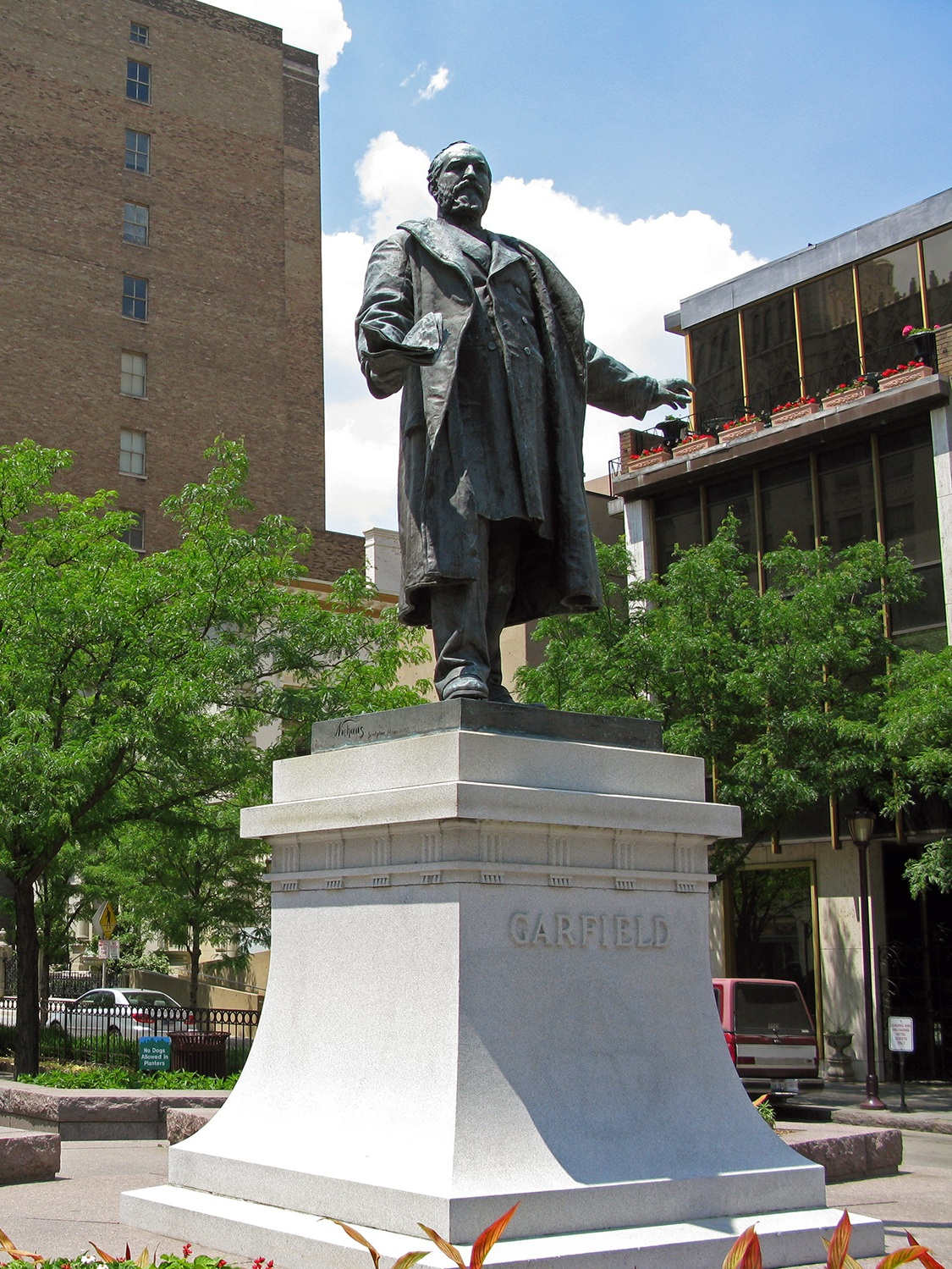
James A. Garfield (1882–1887), Piatt Park, Cincinnati, Ohio
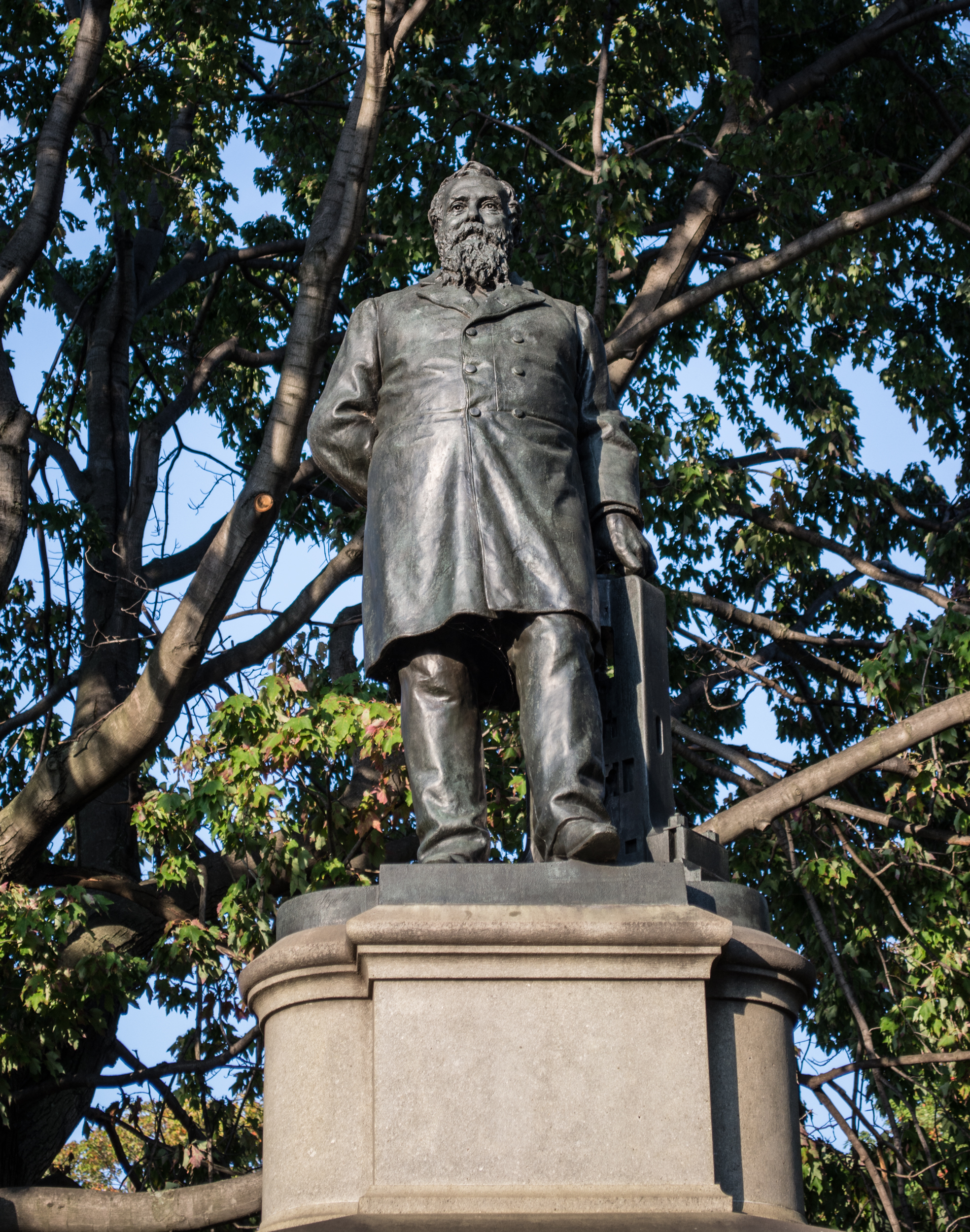
Henry Chisholm, (1884), Lake View Cemetery, Cleveland, Ohio
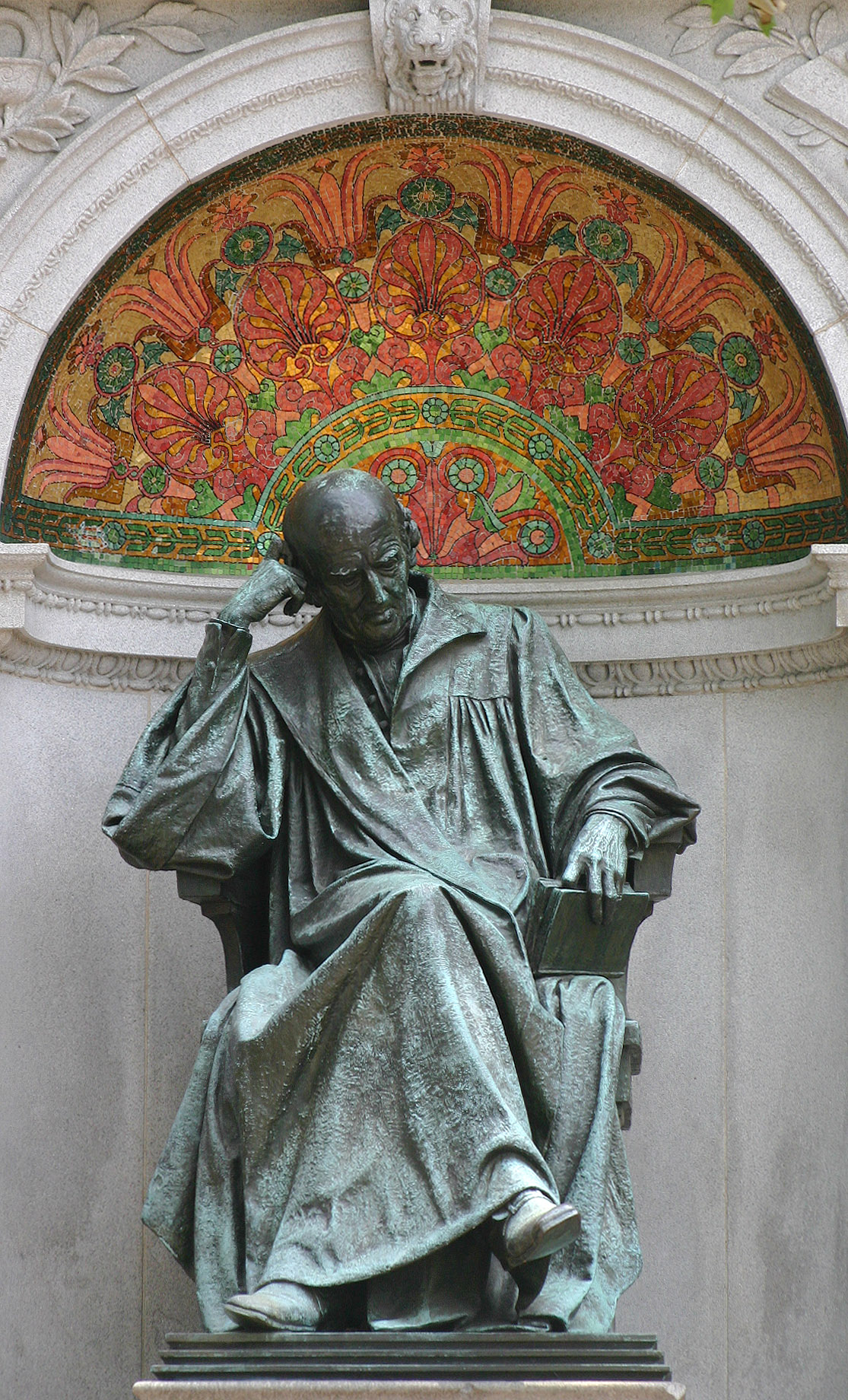
Samuel Hahnemann (1896–1900), Scott Circle, Washington
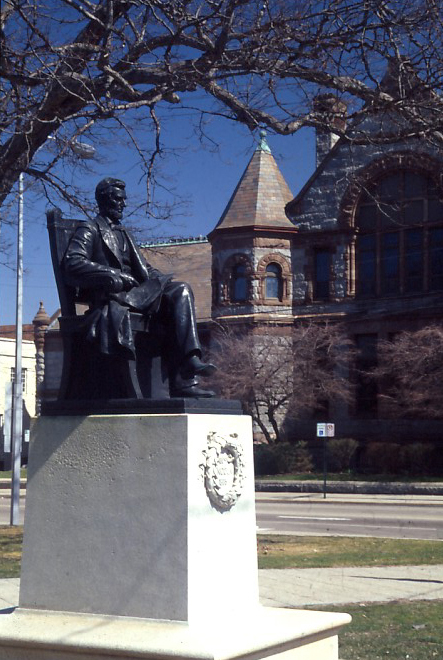
Abraham Lincoln (1900), Hackley Park, Muskegon, Michigan
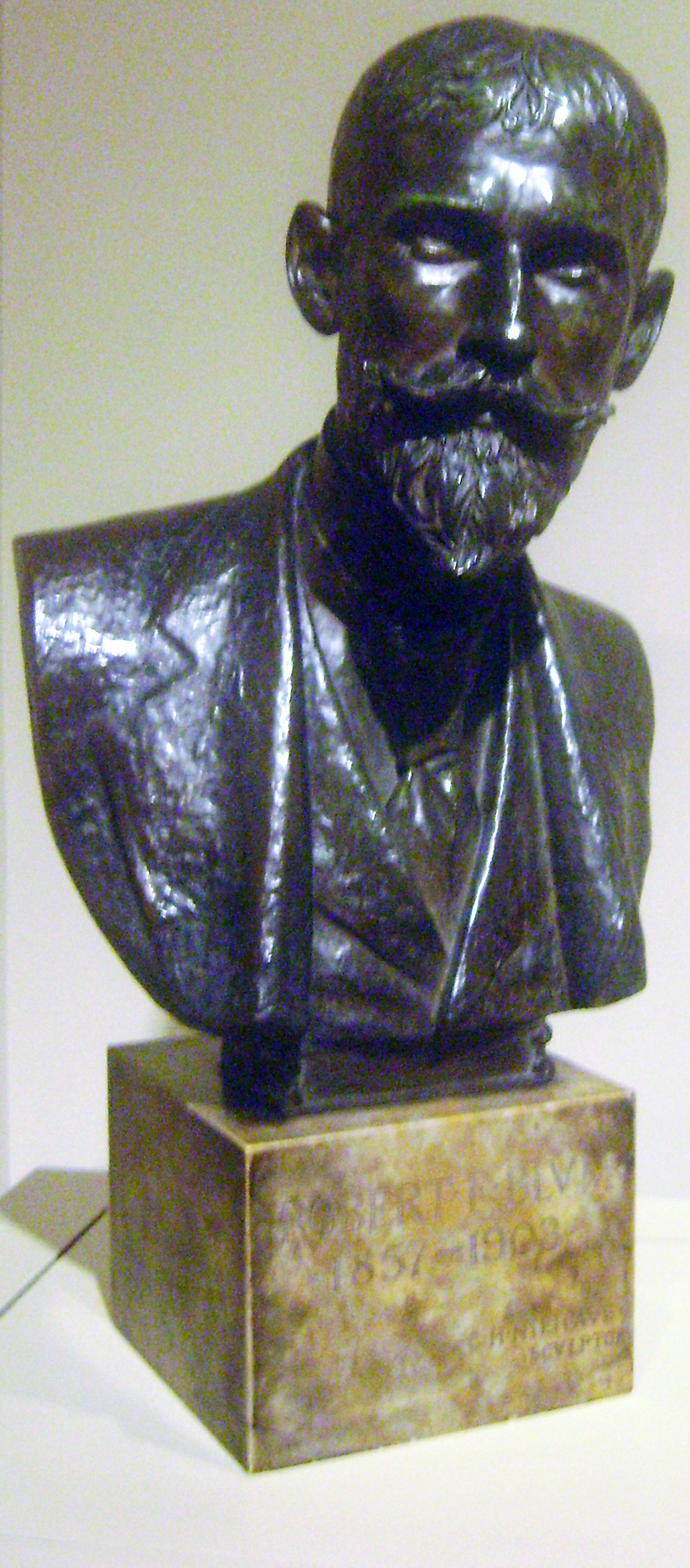
Busto di Robert Blum (ca. 1900), Cincinnati Art Museum, Cincinnati, Ohio
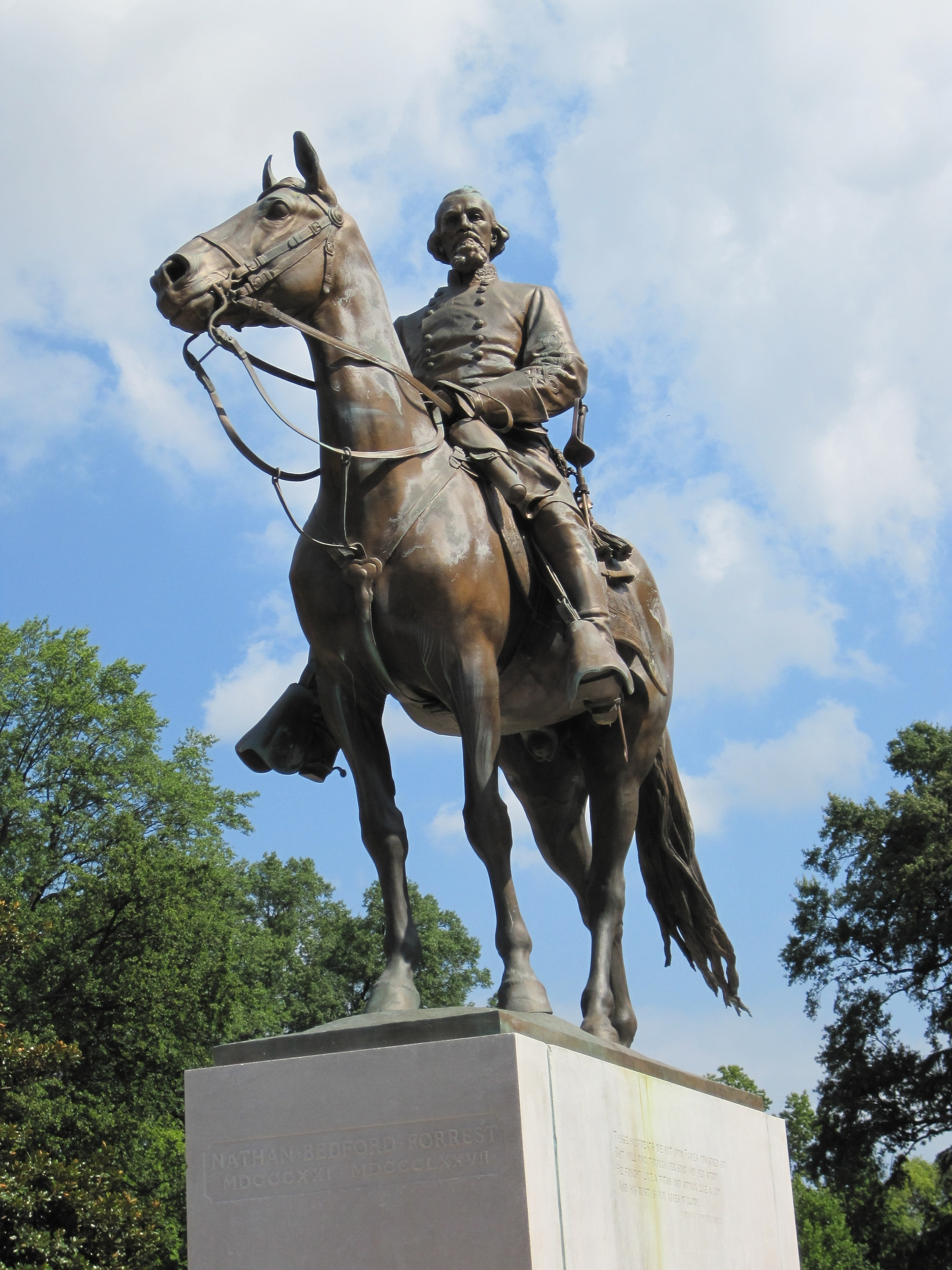
Nathan Bedford Forrest (1901–1905), Forrest Park, Memphis, Tennessee
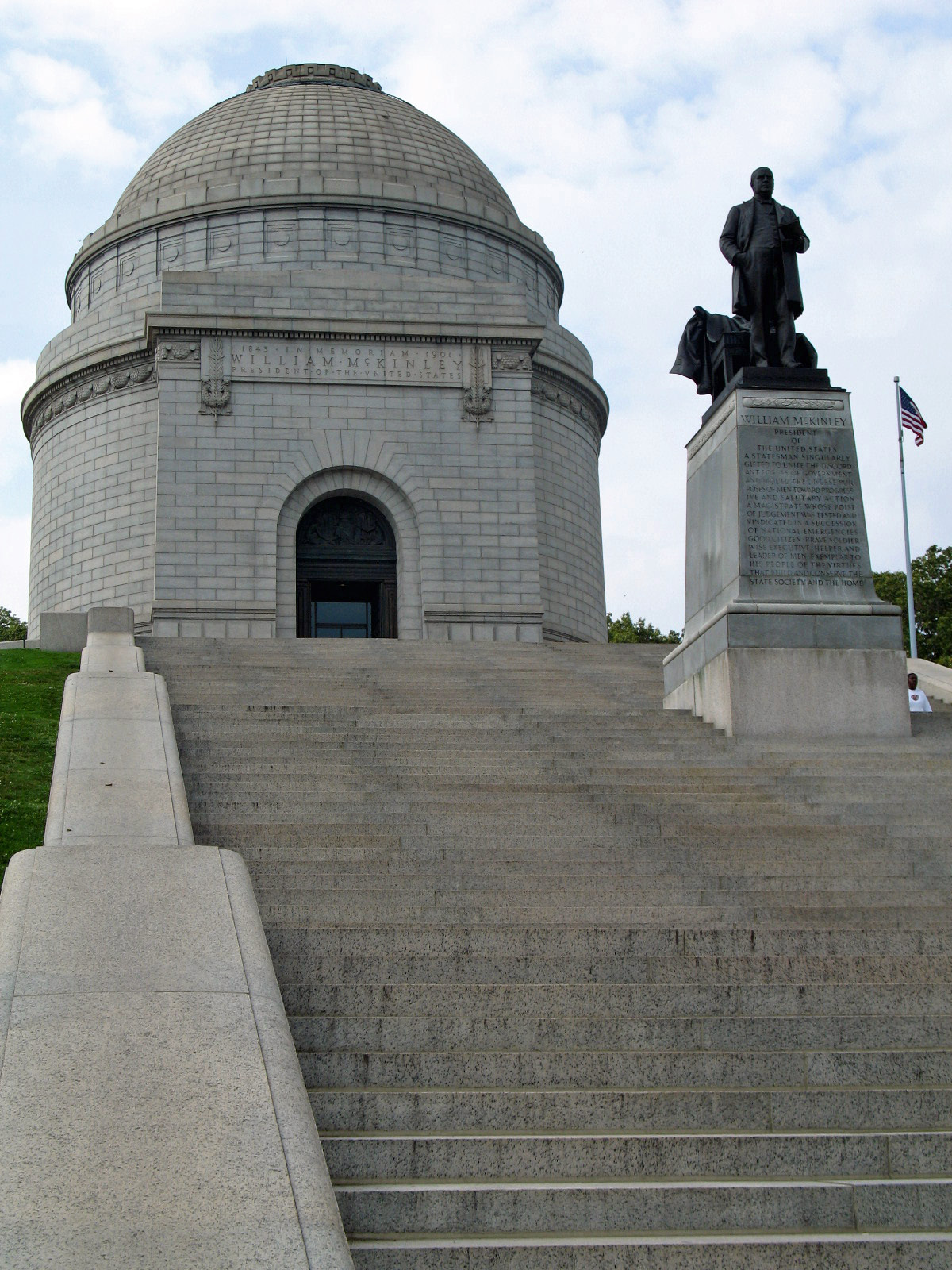
William McKinley (1907), McKinley Memorial Mausoleum, Canton, Ohio
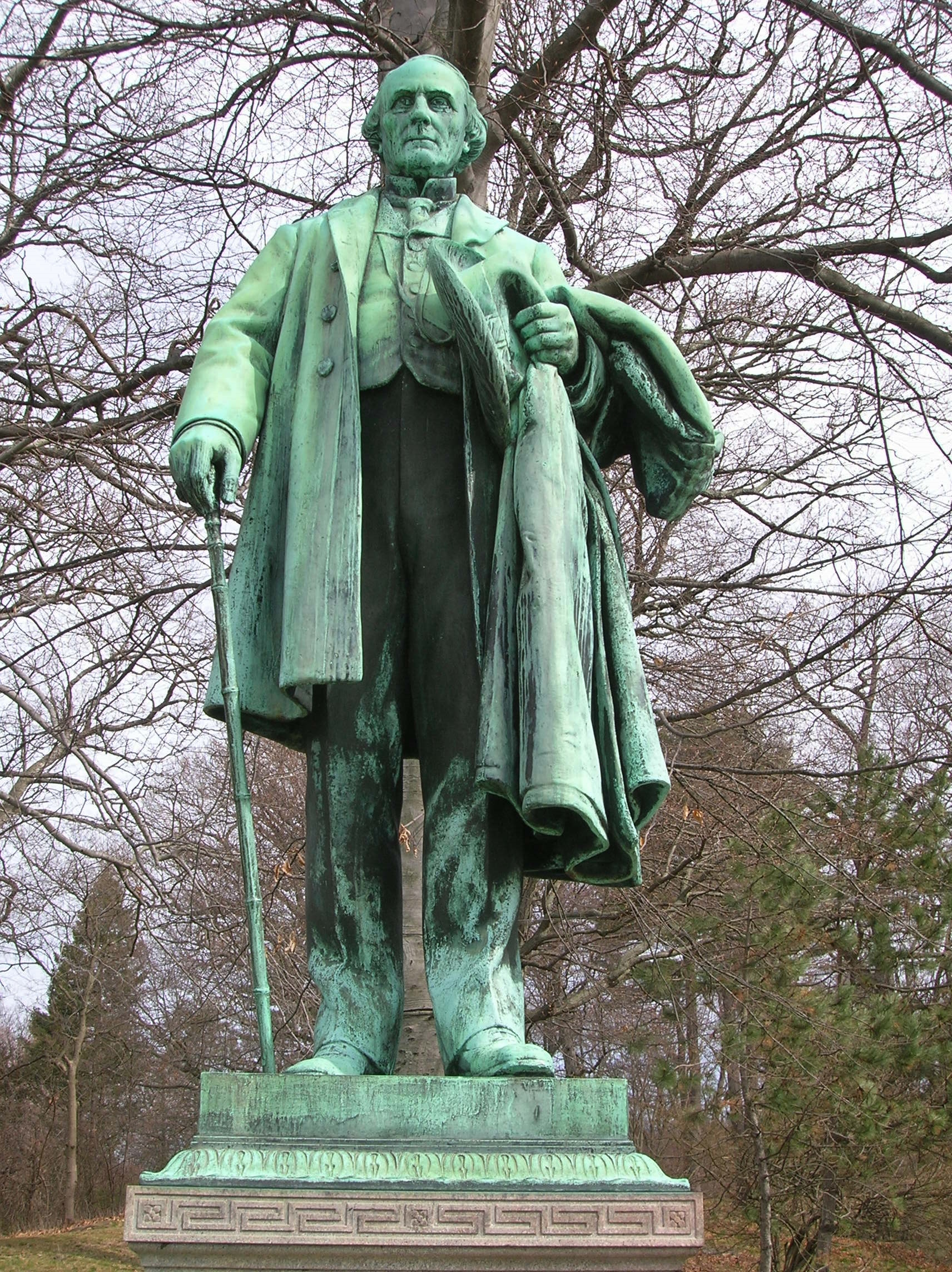
James W. Beardsley (1909), Beardsley Park, Bridgeport, Connecticut
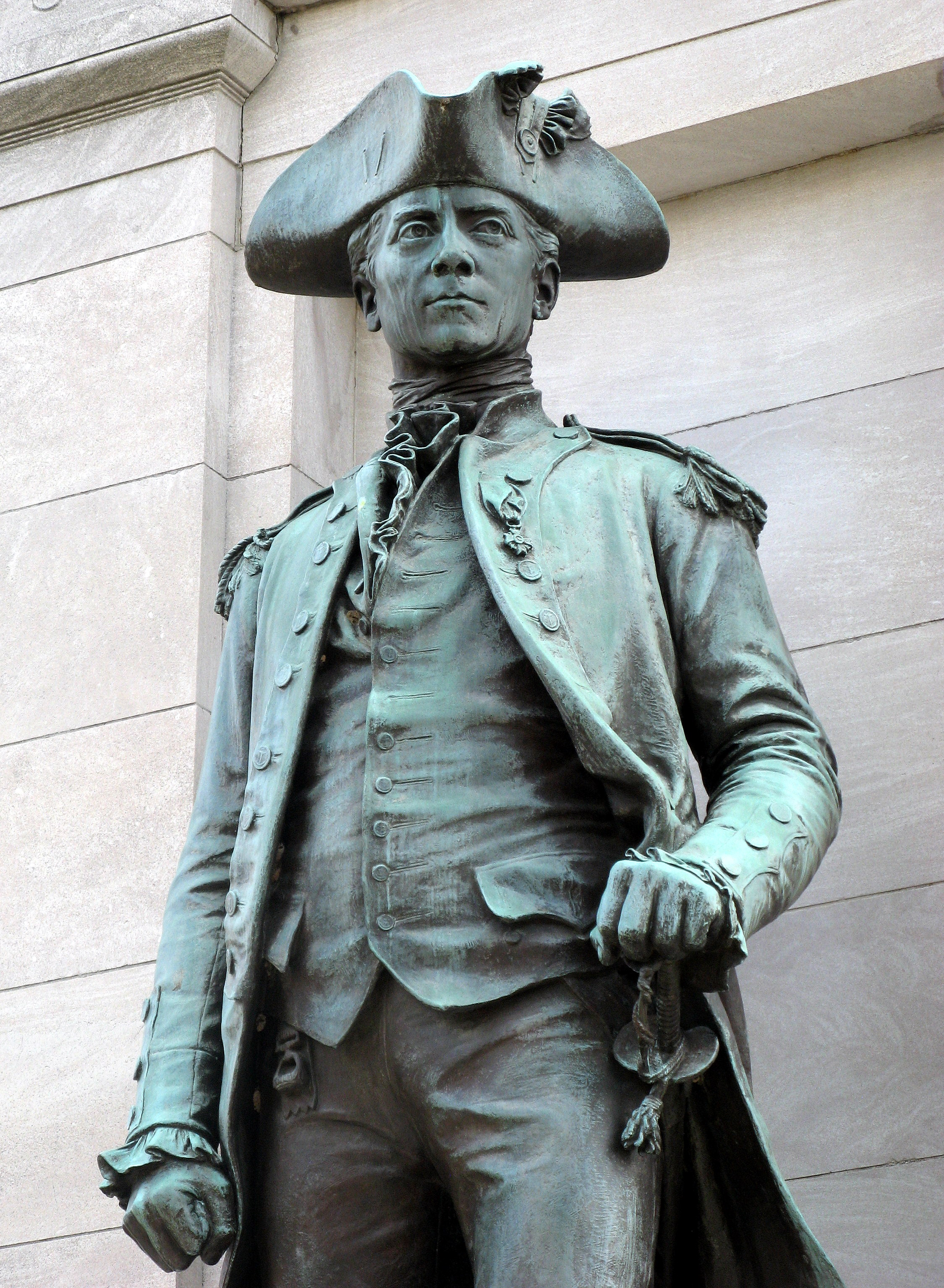
John Paul Jones (1912), John Paul Jones Memorial, Washington
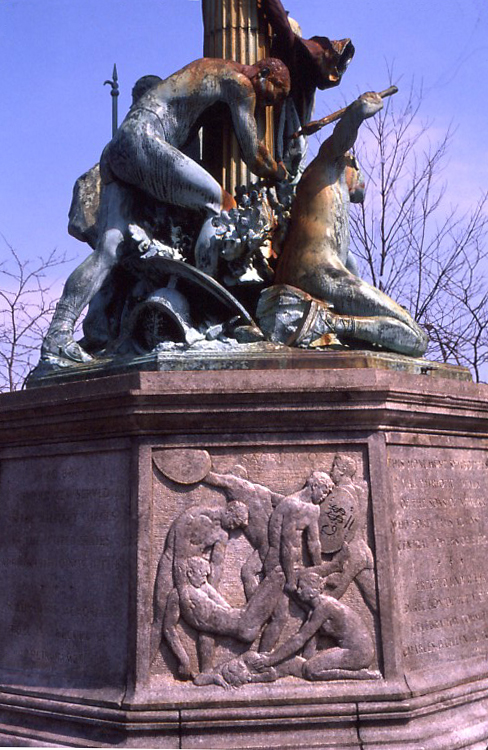
Prima guerra mondiale (1923), Lincoln Park, Newark, New Jersey
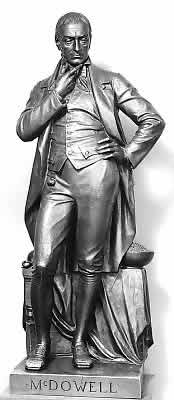
Ephraim McDowell (1929), Campidoglio, Washington